# Barszów (stacja kolejowa)
Barszów − zlikwidowana stacja kolejowa w Barszowie, w Polsce, w województwie dolnośląskim, w powiecie polkowickim, w gminie Polkowice. Stacja została otwarta w dniu 13 kwietnia 1900 roku razem z linią kolejową z Rudnej Gwizdanowa do Polkowic. Do 1969 roku był na niej prowadzony ruch osobowy i towarowy. W 1974 roku linia została zlikwidowana. Obecnie na miejscu stacji znajduje się zbiornik odpadów Żelazny Most.